# Jordi Fernández
Jordi Fernández Torres (Badalona, 27 de dezembro de 1982) é um treinador espanhol de basquete profissional que é o treinador principal do Brooklyn Nets da National Basketball Association (NBA) e da Seleção Canadense.

## Carreira de treinador

### Primeiros anos
No seu pais natal, Espanha, Fernández iniciou sua carreira de treinador aos 15 anos, trabalhando nas categorias de base de clubes como Sant Josep de Badalona e Sant Boi. No Club Bàsquet L'Hospitalet, ele atuou como preparador físico da equipe da LEB Plata. Ele passou algum tempo no exterior, treinando na Noruega e na Holanda, e participou de um acampamento de verão na Universidade de Oklahoma.
No verão de 2006, Fernández se mudou para Las Vegas, onde se juntou à equipe técnica da Impact Basketball Academy.

### Cleveland Cavaliers (2009-2013)
Fernández iniciou sua carreira de treinador na National Basketball Association (NBA) em 2009, quando Mike Brown, treinador do Cleveland Cavaliers, o contratou para ser o treinador de desenvolvimento de jogadores. Lá, ele orientou Kyrie Irving, Tristan Thompson, Dion Waiters, Matthew Dellavedova, LeBron James, Shaquille O'Neal e outros jogadores. Mike Gansey, o Assistente do Gerente Geral dos Cavaliers, elogiou Fernández durante seu mandato com os Cavaliers: "Quem quer que entre por aquela porta, Fernández pode se relacionar com ele. É por isso que ele é tão valioso."
Ele também estava na equipe técnica durante o título da NBA de 2016.

### Canton Charge (2013-2016)
Em 2013, Fernández aproveitou a oportunidade de ingressar no Canton Charge na G-League como o principal assistente técnico. Um ano depois, ele se tornou o treinador principal.

### Denver Nuggets (2016-2022)
Para iniciar a temporada de 2016-17, o Denver Nuggets adicionou Fernández à sua comissão técnica como treinador assistente.
Fernández foi mencionado no relatório anual da ESPN sobre potenciais candidatos a treinadores para se observar em abril de 2018. Jogadores do elenco do Nuggets elogiaram Fernández. Monté Morris disse: "Ele é um cara totalmente focado nos negócios."

### Sacramento Kings (2022-2024)
Em 14 de dezembro de 2022, Fernández assumiu como técnico interino após o técnico principal dos Kings, Mike Brown, ser expulso durante uma partida. Ele assumiu o mesmo papel em jogos consecutivos contra o Denver Nuggets com Brown entrando em protocolos de saúde e segurança. Antes de enfrentar os Nuggets em 27 de dezembro de 2022, o técnico do Nuggets, Michael Malone, com quem Fernández trabalhou em seu emprego anterior, disse: "Acho que um dia o Jordi será técnico principal nesta liga. Ele já foi técnico principal na G-League. Ele tem ótima experiência internacional. Este time está no caminho certo com os treinadores certos, então estou realmente feliz por eles."

### Brooklyn Nets (2024-Presente)
Em 22 de abril de 2024, Fernández foi contratado como técnico principal do Brooklyn Nets.

## Carreira na seleção nacional
Em 2013, Fernández atuou como assistente técnico da Seleção Sub-19 da Espanha. De 2017 a 2019, ele trabalhou como assistente técnico da Seleção Espanhola.
Fernández foi assistente técnico da Seleção Nigeriana sob o comando de Mike Brown nos Jogos Olímpicos de Verão de 2020 em Tóquio, Japão. Os dois se conheceram quando Fernández trabalhava na Impact Basketball Academy.
Em 27 de junho de 2023, Fernández substituiu Nick Nurse como treinador da Seleção Canadense.

## Educação
O histórico acadêmico de Fernández lhe proporciona uma perspectiva única. Ele possui um diploma universitário em ciências do esporte e está a apenas um artigo acadêmico de concluir seu doutorado em psicologia do esporte. Ele estudou e pesquisou extensivamente a observação do comportamento humano. Em 2009, Fernández co-autorou um artigo acadêmico intitulado "Identificação e análise da construção e eficácia das jogadas ofensivas no basquete usando observação sistemática".

## Registro como treinador principal

### NBA D-League
| Ano      | Time     | Temporada regular | Temporada regular | Temporada regular | Temporada regular | Temporada regular     | Playoffs | Playoffs | Playoffs | Playoffs | Playoffs              |
| Ano      | Time     | J                 | V                 | D                 | %                 | Clasificação          | J        | V        | D        | %        | Resultado final       |
| -------- | -------- | ----------------- | ----------------- | ----------------- | ----------------- | --------------------- | -------- | -------- | -------- | -------- | --------------------- |
| Canton   | 2014–15  | 50                | 31                | 19                | .620              | 2ª na Divisão Leste   | 5        | 2        | 3        | .400     | Perdeu nas Semifinais |
| Canton   | 2015–16  | 50                | 31                | 19                | .620              | 2ª na Divisão Central | 4        | 2        | 2        | .500     | Perdeu nas Semifinais |
| Carreira | Carreira | 100               | 62                | 38                | .620              |                       | 9        | 4        | 5        | .450     |                       |